# Dibutades de Sició
Dibutades de Sició (en llatí Diboutades, en grec antic Διβουτάδης) va ser un escultor grec d'època arcaica.
Se'l suposa inventor de l'art de modelar en relleu que hauria iniciat per accident, juntament amb la seva filla a Corint. La història diu que la filla va fer el perfil de la cara del seu amant tal com resultava de l'ombra a la paret i que Dibutades va omplir la silueta amb argila i així va fer una cara en relleu que després va endurir al foc. L'obra va ser conservada al Nimfeu de Corint fins a la destrucció de la ciutat pel general romà Luci Mummi Acàic, segons diu Plini el Vell a la Naturalis Historia.
Plini el Vell afegeix que va inventar l'acoloriment de les obres amb vermell probablement usant pasta d'arena vermella. També va ser el primer a posar cares i elements (Acroteris) a les vores de les teulades i les cornises de les cases, primer en baix relleu (protypa) i després en alt relleu (ectypa). Plini diu a més: "Hine et fastigia templorum orta", és a dir, que les figures de terracota inventades per Dibutades es van usar per decorar els frontons dels temples.